# Guillaume de Quélen
Guillaume de Quelen est un prélat breton, évêque de Vannes en 1254.

## Biographie
Son épiscopat est extrêmement bref. Diacre de l'église de Vannes, il est élu évêque sous le nom de « Guillaume II » , le jour de la fête de la nativité de Saint-Jean-Baptiste de 1254 soit le 22 juin et il meurt le VII des Calendes de septembre (26 août) de la même année, sans avoir été consacré.

## Sources
- Généalogie de la maison de Quelen
- Pierre-Hyacinthe Morice de Beaubois, Delaguette, Histoire ecclésiastique et civile de Bretagne: composée sur les auteurs et les titres originaux, ornée de divers monumens... par Dom Pierre-Hyacinthe Morice,... Tome premier [-second], 1756